# Lysimachia adoensis
Lysimachia adoensis är en viveväxtart som först beskrevs av Gustav Kunze, och fick sitt nu gällande namn av Friedrich Wilhelm Klatt. Lysimachia adoensis ingår i släktet lysingar, och familjen viveväxter. Inga underarter finns listade i Catalogue of Life.